# Colilodion colongi
Espèce
Colilodion colongi est une espèce de coléoptères de la famille des Staphylinidae.

## Répartition
Cette espèce est connue de Mindanao, aux Philippines.